# Tifó Haiyan

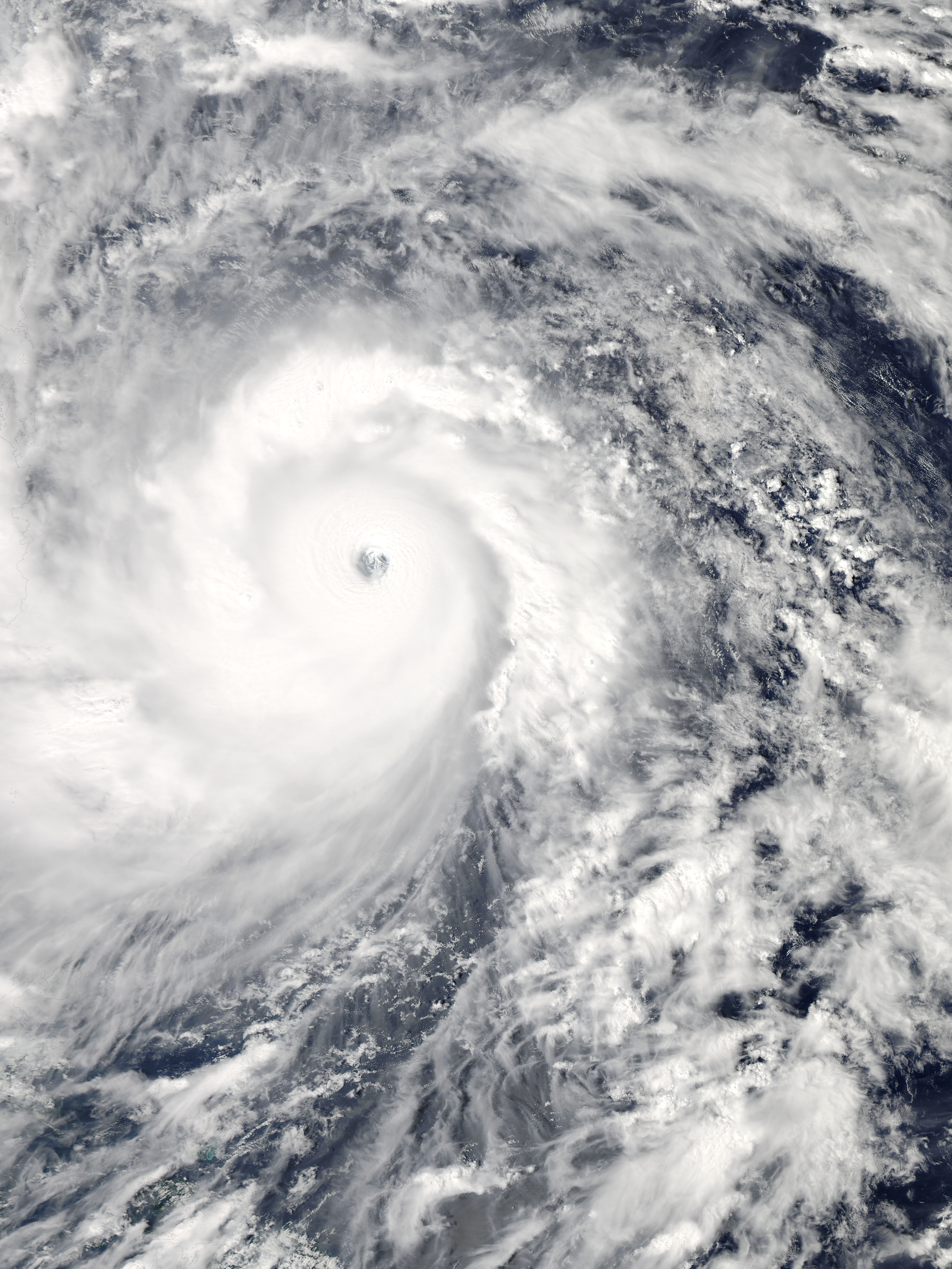
El tifó Haiyan acostant-se a les Filipines (7 de novembre de 2013)

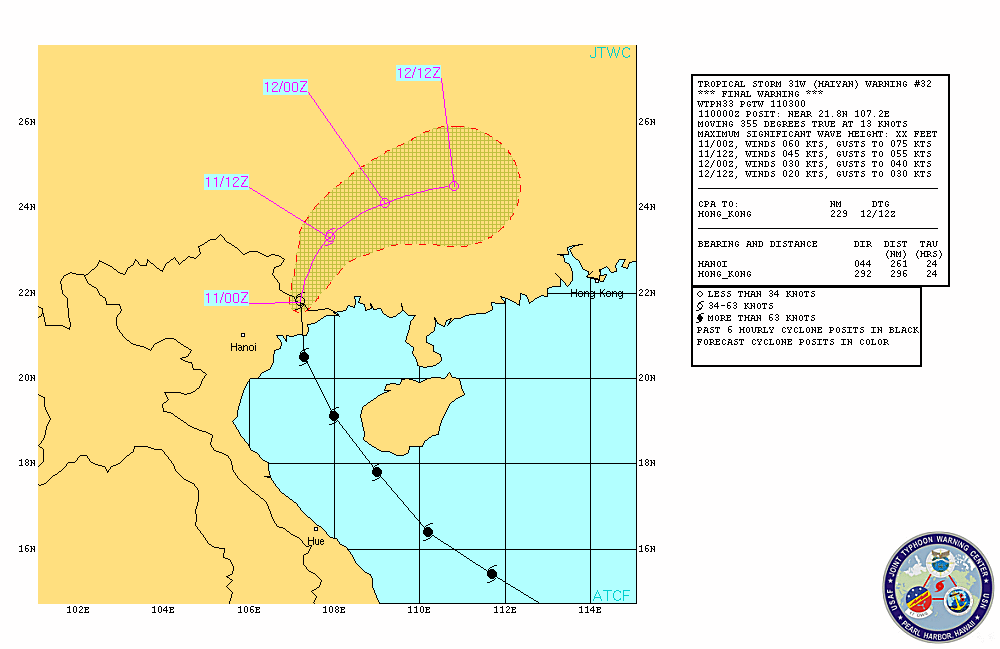
Ruta del tifó Haiyan

Visió d'infraroig amb animació del tifó Haiyan a les Filipines

El tifó Haiyan (Haiyan significa petrell en xinès), de novembre de 2013, conegut a les Filipines per tifó Yolanda (Yolanda també és la designació PAGASA), és un dels ciclons tropicals més forts mai enregistrats, només superat pel Tifó Tip de 1979. El Haiyan es va originar en una zona de baixes pressions est-sud-oest de Pohnpei a l'oest de l'Oceà Pacífic el mes de novembre. La seva ruta en general va ser cap a l'oest. Ràpidament la pertorbació atmosfèrica va esdevenir un cicló tropical i després va tenir un període de ràpida intensificació. El centre d'alerta de tifons, Joint Typhoon Warning Center (JTWC), va donar al tifó Haiyan el grau de supertifó (categoria 5) amb vents sostinguts que arribaven o eren superiors als 240 km/h el dia 6 de novembre de 2013.
Aquest tifó va causar una destrucció generalitzada a les Filipines, en particular a la ciutat de Tacloban i a les illes Samar i Leyte, on se suposa que més de 10.000 persones hi van morir.